# هيلين بوهم
هيلين بوهم (بالإنجليزية: Helen Boehm)‏ هي بصرياتية أمريكية، ولدت في 26 ديسمبر 1920، وتوفيت في 15 نوفمبر 2010 بسبب مرض باركنسون.